# Leyla Piedayesh
 (janvier 2019).
 (avril 2018).
Si vous disposez d'ouvrages ou d'articles de référence ou si vous connaissez des sites web de qualité traitant du thème abordé ici, merci de compléter l'article en donnant les références utiles à sa vérifiabilité et en les liant à la section « Notes et références ».
Leyla Piedayesh, née en 1970 à Téhéran en Iran, est une designer, rédactrice et entrepreneuse irano-allemande, fondatrice de la société de mode Lala-Berlin.

## Biographie
Elle est la fille d'un ingénieur pétrolier et d'une mère au foyer. À la suite de la révolution islamique, sa famille émigre en 1979 en Allemagne, à Wiesbaden. Elle étudie l'administration des affaires à l'International Business School de Bad Homburg de 1993 à 1997.
Après un stage dans une production de films à Londres et à Munich, elle est rédactrice indépendante sur des chaînes de télévision telles que RTL Television et Pro 7 et des producteurs de musique tels que BMG et Ariola. De 2000 à 2002, elle a été rédactrice en chef chez MTV à Munich et Berlin, où elle a également participé au développement d'un défilé de mode Designerama.
Elle fonde la société Lala Berlin. Elle tricote ses créations et sort une collection de tricots en 2004. Depuis 2006, elle a sa propre boutique à Berlin-Mitte. Depuis 2007, elle est régulièrement représentée à la Mercedes Benz Fashion Week Berlin.

## Vie privée
Elle est la mère d'une fille prénommée Lou,.